# جوشاتوی علیا
جوشاتوی علیا، روستایی از توابع بخش مرکزی شهرستان شاهین‌دژ در استان آذربایجان غربی ایران است. زبان گفتاری مردم این روستا ترکی آذربایجانی است و مذهب مردم شیعه می‌باشد. 

## جمعیت
این روستا در دهستان محمودآباد قرار دارد و براساس سرشماری مرکز آمار ایران در سال ۱۳۸۵، جمعیت آن ۲۷۰ نفر (۶۱ خانوار) بوده‌است.